# ゴルゴ13 モレッティー一族惨殺事件
『ゴルゴ13 モレッティー一族惨殺事件』（ゴルゴサーティーンモレッティーいちぞくざんさつじけん）は、1983年にポニカより発売されたパソコンゲーム作品（対応プラットフォームPC-6001、PC-8001、PC-8801、MZ-2000、MZ-2200、FM-7/8、X1カセット版、PC-8801mkII、FM-7/8ディスク版）である。カセット版とディスク版では解法が異なる。作者は磯崎秀昭。
『ゴルゴ13』を原作としているが、事件や依頼人・ターゲットなどは、オリジナルとなっている。説明書では、アクションゲームとされているが、実際は、屋敷内を捜索する3D迷路といったものである。ターゲットであるドクターZを殺すことが目的。

## ドクターZ
今回のゲームのターゲット。屋敷内には、彼が用意した罠が随所に存在しており、部下も大勢配置されている。野心家であり、モレッティー一族惨殺事件以外にも、裏で手をまわして人を消したことは何度かある。ラスボスとも言えなくはないが、強さは部下と大して変わらない。

## モレッティー一族惨殺事件
ドクターZが起こした事件の1つ。数年前の事件であり、ドクターZが起こしたとされる証拠は1つも無い。邪魔な存在となったモレッティー一家を消すためにドクターZが部下数人とともに決行した。